# Phebellia nigricauda
Phebellia nigricauda là một loài ruồi trong họ Tachinidae.